# Keb' Mo' (album)
Keb' Mo' je eponymní a částečně i debutové studiové album Keb' Mo'. Album vyšlo 27. června 1994 u Epic Records. Keb' Mo' vydal již v roce 1980 své první album Rainmaker, které ovšem ale vyšlo pod jménem Kevin Moore.

## Seznam skladeb
| Pořadí         | Název                    | Autor            | Délka |
| -------------- | ------------------------ | ---------------- | ----- |
| 1.             | Every Morning            | Keb' Mo'         | 3:00  |
| 2.             | Tell Everybody I Know    | Keb' Mo'         | 3:10  |
| 3.             | Love Blues               | Keb' Mo', Powell | 3:02  |
| 4.             | Victims of Comfort       | Keb' Mo', Kimber | 3:21  |
| 5.             | Angelina                 | Keb' Mo', Graper | 3:47  |
| 6.             | Anybody Seen My Girl?    | Keb' Mo'         | 2:56  |
| 7.             | She Just Wants to Dance  | Keb' Mo'         | 3:29  |
| 8.             | Am I Wrong?              | Keb' Mo'         | 2:19  |
| 9.             | Come on in My Kitchen    | Johnson          | 4:09  |
| 10.            | Dirty, Low Down and Bad  | Keb' Mo'         | 3:08  |
| 11.            | Don't Try to Explain     | Keb' Mo'         | 3:58  |
| 12.            | Kind Hearted Woman Blues | Johnson          | 3:29  |
| 13.            | City Boy                 | Keb' Mo'         | 4:05  |
| Celková délka: | Celková délka:           | Celková délka:   | 43:54 |

## Sestava
- Keb' Mo' – banjo, kytara, harmonika, zpěv
- James Hutchinson – baskytara
- Tommy Eyre – klávesy
- Laval Belle – bicí
- Quentin Dennard – bicí